# Gastone Darè
Gastone Darè (* 18. Februar 1918 in Suzzara; † 7. Juni 1976 in Mantua) war ein italienischer Säbelfechter und Politiker.

## Leben
Gastone Darè wurde 1949 in Kairo im Einzel Weltmeister und gewann darüber hinaus 1947 in Lissabon, 1950 in Monte Carlo und 1951 in Stockholm jeweils Bronze. 1947, 1949 und 1950 gewann er auch mit der Mannschaft den Weltmeistertitel und belegte 1951 in Stockholm, 1953 in Brüssel und 1955 in Rom mit ihr jeweils den zweiten Platz. Er nahm an drei Olympischen Spielen in den Säbel-Konkurrenzen teil: 1948 belegte Darè in London mit der italienischen Equipe den zweiten Rang hinter Ungarn und erhielt gemeinsam mit Mauro Racca, Aldo Montano, Renzo Nostini, Vincenzo Pinton und Carlo Turcato die Silbermedaille. Die Einzelkonkurrenz beendete er als Sechster. Bei den Olympischen Spielen 1952 zog er mit der Mannschaft erneut in die Finalrunde ein, die er mit ihr ein weiteres Mal hinter Ungarn auf dem zweiten Platz beendete. Neben Darè gewannen Mauro Racca, Renzo Nostini, Giorgio Pellini, Vincenzo Pinton und Roberto Ferrari die Silbermedaille. Im Einzel verpasste er als Vierter knapp einen weiteren Medaillengewinn. In Melbourne schied Darè 1956 in der Halbfinalrunde des Einzelwettbewerbs aus, während er mit der Mannschaft den fünften Platz belegte.
Darè, der von Beruf Journalist war, vertrat vom 16. Mai 1963 bis 24. Mai 1972 die Lombardei als Senator im italienischen Senat. Er gehörte der Partito Socialista Italiano an.